# Francisco de Solís Folch de Cardona
Francisco de Solís Folch de Cardona (ur. 16 lutego 1713 w Madrycie albo Salamance, zm. 21 marca 1775 w Rzymie) – hiszpański kardynał.

## Życiorys
Urodził się 16 lutego 1713 roku Madrycie albo w Salamance, jako syn Joségo Solísa y Gante i Josefy Folch de Cardony. Po przyjęciu święceń kapłańskich był kanonikiem kapituły w Maladze. 20 stycznia 1749 roku został wybrany tytularny arcybiskupem Traianopolis i biskupem koadiutorem Sewilli, a 16 marca przyjął sakrę. Trzy lata później został arcybiskupem ad personam Kordoby, a w 1755 – arcybiskupem Sewilli. 5 kwietnia 1756 roku został kreowany kardynałem prezbiterem i otrzymał kościół tytularny Santi XII Apostoli. Zmarł 21 marca 1775 roku w Rzymie.